# Volley-ball aux Jeux olympiques
Cet article traite du volley-ball aux Jeux olympiques. Pour le beach-volley, voir Beach-volley aux Jeux olympiques.
Le volley-ball est inscrit au programme des Jeux olympiques depuis l'édition de 1964 à Tokyo. Depuis, ce sport a toujours été présent lors des Jeux olympiques.

## Origines
Les origines du volley-ball olympique remontent aux jeux de 1924 à Paris où cette discipline fut disputée en démonstration dans le cadre d'une manifestation de sports américains. La Fédération internationale de volley-ball (FIVB), ainsi que certaines fédérations continentales et nationales furent créées après la Seconde Guerre mondiale. En 1957, un tournoi d'exhibition est organisé dans le cadre de la 53e session du Comité international olympique à Sofia en Bulgarie, et devant le succès de la compétition, le CIO décida d'introduire le volley-ball dans le programme olympique des Jeux olympiques d'été de 1964.
Dès sa première édition, le format du tournoi olympique de volley-ball était sous la forme d'un round robin, où toutes les équipes devaient se rencontrer, un classement final déterminait les médaillés olympiques. Devant le peu d'intérêt suscité par ce système, le CIO décida, à compter des Jeux de 1972, d'introduire après les phases de poule un tour final avec des quarts de finale, des demi-finales et une finale. Ce système étant généralement désigné comme « format olympique ». 
Après avoir été sport de démonstration aux Jeux olympiques d'été de 1992 à Barcelone, le beach-volley entra officiellement au programme olympique dès 1996.

## Palmarès

### Tournoi masculin
| Édition | Année | Hôte(s)        |                   | Vainqueur        | Score              | Finaliste         |                  | Troisième          | Score            | Quatrième |
| ------- | ----- | -------------- | ----------------- | ---------------- | ------------------ | ----------------- | ---------------- | ------------------ | ---------------- | --------- |
| 1re     | 1964  | Tokyo          | URSS              | Championnat      | Tchécoslovaquie    | Japon             | Championnat      | Roumanie           |                  |           |
| 2e      | 1968  | Mexico         | URSS              | Championnat      | Japon              | Tchécoslovaquie   | Championnat      | Allemagne de l'Est |                  |           |
| 3e      | 1972  | Munich         | Japon             | 3 - 1            | Allemagne de l'Est | URSS              | 3 - 0            | Bulgarie           |                  |           |
| 4e      | 1976  | Montréal       | Pologne           | 3 - 2            | URSS               | Cuba              | 3 - 0            | Japon              |                  |           |
| 5e      | 1980  | Moscou         | URSS              | 3 - 1            | Bulgarie           | Roumanie          | 3 - 1            | Pologne            |                  |           |
| 6e      | 1984  | Los Angeles    | États-Unis        | 3 - 0            | Brésil             | Italie            | 3 - 0            | Canada             |                  |           |
| 7e      | 1988  | Séoul          | États-Unis        | 3 - 1            | URSS               | Argentine         | 3 - 2            | Brésil             |                  |           |
| 8e      | 1992  | Barcelone      | Brésil            | 3 - 0            | Pays-Bas           | États-Unis        | 3 - 1            | Cuba               |                  |           |
| 9e      | 1996  | Atlanta        | Pays-Bas          | 3 - 2            | Italie             | RF de Yougoslavie | 3 - 1            | Russie             |                  |           |
| 10e     | 2000  | Sydney         | RF de Yougoslavie | 3 - 0            | Russie             | Italie            | 3 - 0            | Argentine          |                  |           |
| 11e     | 2004  | Athènes        | Brésil            | 3 - 1            | Italie             | Russie            | 3 - 0            | États-Unis         |                  |           |
| 12e     | 2008  | Pékin          | États-Unis        | 3 - 1            | Brésil             | Russie            | 3 - 0            | Italie             |                  |           |
| 13e     | 2012  | Londres        | Russie            | 3 - 2            | Brésil             | Italie            | 3 - 1            | Bulgarie           |                  |           |
| 14e     | 2016  | Rio de Janeiro | Brésil            | 3 - 0            | Italie             | États-Unis        | 3 - 2            | Russie             |                  |           |
| 15e     | 2021  | Tokyo          | France            | 3 - 2            | ROC                | Argentine         | 3 - 2            | Brésil             |                  |           |
| 16e     | 2024  | Paris          | France            | 3 - 0            | Pologne            | États-Unis        | 3 - 0            | Italie             |                  |           |
| 17e     | 2028  | Los Angeles    | Éditions futures  | Éditions futures | Éditions futures   | Éditions futures  | Éditions futures | Éditions futures   | Éditions futures |           |
| 18e     | 2032  | Brisbane       | Éditions futures  | Éditions futures | Éditions futures   | Éditions futures  | Éditions futures | Éditions futures   | Éditions futures |           |

### Tournoi féminin
| Édition | Année | Hôte(s)        |                  | Vainqueur        | Score                       | Finaliste        |                  | Troisième        | Score            | Quatrième |
| ------- | ----- | -------------- | ---------------- | ---------------- | --------------------------- | ---------------- | ---------------- | ---------------- | ---------------- | --------- |
| 1re     | 1964  | Tokyo          | Japon            | Championnat      | URSS                        | Pologne          | Championnat      | Roumanie         |                  |           |
| 2e      | 1968  | Mexico         | URSS             | Championnat      | Japon                       | Pologne          | Championnat      | Pérou            |                  |           |
| 3e      | 1972  | Munich         | URSS             | 3 - 2            | Japon                       | Corée du Nord    | 3 - 0            | Corée du Sud     |                  |           |
| 4e      | 1976  | Montréal       | Japon            | 3 - 0            | URSS                        | Corée du Sud     | 3 - 1            | Hongrie          |                  |           |
| 5e      | 1980  | Moscou         | URSS             | 3 - 1            | Allemagne de l'Est          | Bulgarie         | 3 - 2            | Hongrie          |                  |           |
| 6e      | 1984  | Los Angeles    | Chine            | 3 - 0            | États-Unis                  | Japon            | 3 - 1            | Pérou            |                  |           |
| 7e      | 1988  | Séoul          | URSS             | 3 - 2            | Pérou                       | Chine            | 3 - 0            | Japon            |                  |           |
| 8e      | 1992  | Espagne        | Cuba             | 3 - 1            | Équipe unifiée de l’ex-URSS | États-Unis       | 3 - 0            | Brésil           |                  |           |
| 9e      | 1996  | Atlanta        | Cuba             | 3 - 1            | Chine                       | Brésil           | 3 - 2            | Russie           |                  |           |
| 10e     | 2000  | Sydney         | Cuba             | 3 - 2            | Russie                      | Brésil           | 3 - 0            | États-Unis       |                  |           |
| 11e     | 2004  | Athènes        | Chine            | 3 - 2            | Russie                      | Cuba             | 3 - 1            | Brésil           |                  |           |
| 12e     | 2008  | Pékin          | Brésil           | 3 - 1            | États-Unis                  | Chine            | 3 - 1            | Cuba             |                  |           |
| 13e     | 2012  | Londres        | Brésil           | 3 - 1            | États-Unis                  | Japon            | 3 - 0            | Corée du Sud     |                  |           |
| 14e     | 2016  | Rio de Janeiro | Chine            | 3 - 1            | Serbie                      | États-Unis       | 3 - 1            | Pays-Bas         |                  |           |
| 15e     | 2020  | Tokyo          | États-Unis       | 3 - 0            | Brésil                      | Serbie           | 3 - 0            | Corée du Sud     |                  |           |
| 16e     | 2024  | Paris          | Italie           | 3 - 0            | États-Unis                  | Brésil           | 3 - 1            | Turquie          |                  |           |
| 17e     | 2028  | Los Angeles    | Éditions futures | Éditions futures | Éditions futures            | Éditions futures | Éditions futures | Éditions futures | Éditions futures |           |
| 18e     | 2032  | Brisbane       | Éditions futures | Éditions futures | Éditions futures            | Éditions futures | Éditions futures | Éditions futures | Éditions futures |           |

## Tableau des médailles
Les tableaux ci-dessous présentent le bilan, par nation, des médailles obtenues en volley-ball lors des Jeux olympiques d'été de 1964 à 2020. Le rang est obtenu par le décompte des médailles d'or, puis en cas d'ex æquo, des médailles d'argent, puis de bronze.
Tableaux mis à jour après les Jeux olympiques de 2024.

### Général
| Rang  | Nation                      | Or | Argent | Bronze | Total |
| ----- | --------------------------- | -- | ------ | ------ | ----- |
| 1     | Union Soviétique            | 7  | 4      | 1      | 12    |
| 2     | Brésil                      | 5  | 4      | 3      | 12    |
| 3     | États-Unis                  | 4  | 4      | 5      | 13    |
| 4     | Japon                       | 3  | 3      | 3      | 9     |
| 5     | Chine                       | 3  | 1      | 2      | 6     |
| 6     | Cuba                        | 3  | 0      | 2      | 5     |
| 7     | France                      | 2  | 0      | 0      | 2     |
| 8     | Italie                      | 1  | 3      | 3      | 7     |
| 9     | Russie                      | 1  | 3      | 2      | 6     |
| 10    | Pologne                     | 1  | 1      | 2      | 4     |
| 11    | Pays-Bas                    | 1  | 1      | 0      | 2     |
| 12    | Yougoslavie                 | 1  | 0      | 1      | 2     |
| 13    | Allemagne de l'Est          | 0  | 2      | 0      | 2     |
| 14    | Bulgarie                    | 0  | 1      | 1      | 2     |
| 14    | Tchécoslovaquie             | 0  | 1      | 1      | 2     |
| 14    | Serbie                      | 0  | 1      | 1      | 2     |
| 17    | Équipe unifiée de l'ex-URSS | 0  | 1      | 0      | 1     |
| 17    | Pérou                       | 0  | 1      | 0      | 1     |
| 17    | ROC                         | 0  | 1      | 0      | 1     |
| 20    | Argentine                   | 0  | 0      | 2      | 2     |
| 21    | Corée du Nord               | 0  | 0      | 1      | 1     |
| 21    | Corée du Sud                | 0  | 0      | 1      | 1     |
| 21    | Roumanie                    | 0  | 0      | 1      | 1     |
| Total | Total                       | 32 | 32     | 32     | 96    |

### Par tournoi
| Rang  | Nation             | Or | Argent | Bronze | Total |
| ----- | ------------------ | -- | ------ | ------ | ----- |
| 1     | Brésil             | 3  | 3      | 0      | 6     |
| 2     | Union Soviétique   | 3  | 2      | 1      | 6     |
| 3     | États-Unis         | 3  | 0      | 3      | 6     |
| 4     | France             | 2  | 0      | 0      | 2     |
| 5     | Russie             | 1  | 1      | 2      | 4     |
| 6     | Japon              | 1  | 1      | 1      | 3     |
| 7     | Pays-Bas           | 1  | 1      | 0      | 2     |
| 7     | Pologne            | 1  | 1      | 0      | 2     |
| 8     | Yougoslavie        | 1  | 0      | 1      | 2     |
| 10    | Italie             | 0  | 3      | 3      | 6     |
| 11    | Tchécoslovaquie    | 0  | 1      | 1      | 2     |
| 12    | Allemagne de l'Est | 0  | 1      | 0      | 1     |
| 12    | Bulgarie           | 0  | 1      | 0      | 1     |
| 12    | ROC                | 0  | 1      | 0      | 1     |
| 15    | Argentine          | 0  | 0      | 2      | 2     |
| 16    | Cuba               | 0  | 0      | 1      | 1     |
| 16    | Roumanie           | 0  | 0      | 1      | 1     |
| Total | Total              | 16 | 16     | 16     | 48    |

| Rang  | Nation                      | Or | Argent | Bronze | Total |
| ----- | --------------------------- | -- | ------ | ------ | ----- |
| 1     | Union Soviétique            | 4  | 2      | 0      | 6     |
| 2     | Chine                       | 3  | 1      | 2      | 6     |
| 3     | Cuba                        | 3  | 1      | 0      | 4     |
| 4     | Japon                       | 2  | 2      | 2      | 6     |
| 5     | Brésil                      | 2  | 1      | 3      | 6     |
| 6     | États-Unis                  | 1  | 4      | 2      | 7     |
| 7     | Italie                      | 1  | 0      | 0      | 1     |
| 8     | Russie                      | 0  | 2      | 0      | 2     |
| 9     | Serbie                      | 0  | 1      | 1      | 2     |
| 10    | Allemagne de l'Est          | 0  | 1      | 0      | 1     |
| 10    | Équipe unifiée de l'ex-URSS | 0  | 1      | 0      | 1     |
| 10    | Pérou                       | 0  | 1      | 0      | 1     |
| 13    | Pologne                     | 0  | 0      | 2      | 2     |
| 14    | Bulgarie                    | 0  | 0      | 1      | 1     |
| 14    | Corée du Nord               | 0  | 0      | 1      | 1     |
| 14    | Corée du Sud                | 0  | 0      | 1      | 1     |
| Total | Total                       | 16 | 16     | 16     | 48    |